# IC 4263
IC 4263 ist eine Balken-Spiralgalaxie vom Hubble-Typ SBcd im Sternbild Jagdhunde am Nordsternhimmel. Sie ist rund 125 Millionen Lichtjahre von der Milchstraße entfernt.
Das Objekt wurde am 10. Mai 1899 von James Edward Keeler entdeckt.